# Besarion Dżughaszwili
Besarion (Beso) Dżughaszwili (gruz. ბესარიონ (ბესო) ჯუღაშვილი; ros. Виссарион Джугашвили, Wissarion Dżugaszwili; ur. ok. 1850 w Didi Lilo, zm. 12 sierpnia?/25 sierpnia 1909 w Tbilisi) – gruziński szewc, ojciec Józefa Stalina.

## Życiorys
Besarion Dżughaszwili urodził się jako syn winiarza Wano Dżughaszwilego. Jego dziadek, Zaza Dżughaszwili, był chłopem pańszczyźnianym z południowoosetyjskiej wsi Geri, który miał brać udział w powstaniu przeciwko aneksji Gruzji przez Rosję w 1804 roku. 
Dżughaszwili pracował w fabryce obuwia G.G. Adelchanowa w Tbilisi, a następnie w warsztacie szewskim Iosifa Baramowa w Gori. Później założył własny warsztat szewski w Gori, zatrudniając dziesięciu robotników i kilku czeladników.
Ożenił się z Ekaterine Geladze w 1872 roku. Dwoje jego pierwszych dzieci zmarło zaraz po narodzinach – Micheil w 1876 roku, a Giorgi rok później. Trzeci i ostatni syn, Józef, przyszedł na świat 6 grudnia?/18 grudnia 1878. W 1884 roku Dżughaszwili opuścił rodzinę i przeniósł się do Tbilisi, gdzie powrócił do swojej dawnej pracy w fabryce Adelchanowa. 
Zmarł w klinice Michajłowa w Tbilisi na marskość wątroby. Został pochowany w Telawi.